# Lista odcinków serialu Jonas w Los Angeles
W artykule znajduje się lista odcinków serialu z kanonu Disney Channel Original Series Jonas w Los Angeles, emitowanego w Polsce od 10 października 2009 roku jako Jonas na kanale Disney Channel, natomiast druga seria, która była emitowana w USA pod nazwą Jonas L.A., miała swoją premierę 18 września 2010 roku.

## Serie
| Seria | Odcinki | Premiera serii  | Finał serii         | Premiera serii       | Finał serii      |
| ----- | ------- | --------------- | ------------------- | -------------------- | ---------------- |
| 1     | 21      | 2 maja 2009     | 14 marca 2010       | 10 października 2009 | 21 sierpnia 2010 |
| 2     | 13      | 20 czerwca 2010 | 3 października 2010 | 18 września 2010     | 14 lutego 2011   |

## Seria 1: 2009–10
| # | Tytuł odcinka                     | Reżyseria            | Scenariusz                         | Premiera w USA       | Premiera w Polsce    |
| --- | --------------------------------- | -------------------- | ---------------------------------- | -------------------- | -------------------- |
| 1 | Wrong Song                        | Jerry Levine         | Ivan Menchell                      | 2 maja 2009          | 10 października 2009 |
| 2 | Groovy Movies                     | Paul Hoen            | Ivan Menchell                      | 9 maja 2009          | 11 października 2009 |
| 3 | Pizza Girl                        | Paul Hoen            | Heather MacGillvray Linda Mathious | 16 maja 2009         | 17 października 2009 |
| 4 | Keeping It Real                   | Lev L. Spiro         | Michael Curtis Roger S.H. Schulman | 17 maja 2009         | 21 listopada 2009    |
| 5 | Band’s Best Friend                | Linda Mendoza        | Kevin Kopelow Heath Seifert        | 7 czerwca 2009       | 24 października 2009 |
| 6 | Chasing the Dream                 | Paul Hoen            | Kevin Kopelow Heath Seifert        | 14 czerwca 2009      | 8 listopada 2009     |
| 7 | Fashion Victim                    | Lev L. Spiro         | Michael Curtis Roger S.H. Schulman | 21 czerwca 2009      | 21 listopada 2009    |
| 8 | That Ding You Do                  | Paul Hoen            | Heather MacGillvray Linda Mathious | 28 czerwca 2009      | 14 listopada 2009    |
| 9 | Complete Repeat                   | Sean McNamara        | Ivan Menchell                      | 5 lipca 2009         | 12 grudnia 2009      |
| 10 | Love Sick                         | Paul Hoen            | Michael Curtis Roger S.H. Schulman | 2 sierpnia 2009      | 6 lutego 2010        |
| 11 | The Three Musketeers              | Savage Steve Holland | Kim Duran Zachary Rosenblatt       | 9 sierpnia 2009      | 13 lutego 2010       |
| 12 | Frantic Romantic                  | Jerry Levine         | Ivan Menchell                      | 16 sierpnia 2009     | 20 lutego 2010       |
| 13 | Detention                         | Jerry Levine         | Julie Sherman Wolfe                | 23 sierpnia 2009     | 27 lutego 2010       |
| 14 | Karaoke Surprise [B]              | Paul Hoen            | Linda Mathious Heather MacGillvray | 6 września 2009      | 14 lipca 2010        |
| 15 | Home Not Alone [B]                | David Kendall        | Linda Mathious Heather MacGillvray | 20 września 2009     | 14 lipca 2010        |
| 16 | Forgetting Stella’s Birthday [B]  | Paul Hoen            | Zachary Rosenblatt Kim Duran       | 27 września 2009     | 13 czerwca 2010      |
| 17 | The Tale of the Haunted Firehouse | Paul Hoen            | Juile Sherman Wolfe                | 11 października 2009 | 31 października 2009 |
| 18 | Double Date [B]                   | Michael Curtis       | Michael Curtis Roger S.H. Schulman | 8 listopada 2009     | 14 lipca 2010        |
| 19 | Cold Shoulder                     | Paul Hoen            | Heather MacGillvray Linda Mathious | 6 grudnia 2009       | 14 lutego 2010       |
| 20 | Beauty and the Beat [B]           | Savage Steve Holland | Kevin Kopelow Heath Seifert        | 24 stycznia 2010     | 13 czerwca 2010      |
| 21 | Exam Jam [B]                      | Paul Hoen            | Ivan Menchell                      | 14 marca 2010        | 21 sierpnia 2010     |
| - A^ Podczas premiery na Disney Channel USA. - B^ Odcinek ten ukazał się na DVD przed emisją na Disney Channel Polska. |                                   |                      |                                    |                      |                      |

## Seria 2: 2010
| #                                            | Tytuł odcinka         | Reżyseria            | Scenariusz               | Premiera w USA      | Premiera w Polsce   |
| -------------------------------------------- | --------------------- | -------------------- | ------------------------ | ------------------- | ------------------- |
| 22                                           | House Party           | Paul Hoen            | Lester Lewis             | 20 czerwca 2010     | 18 września 2010    |
| 23                                           | Back to the Beach     | Eyal Gordin          | Marc Warren              | 27 czerwca 2010     | 18 września 2010    |
| 24                                           | Date Expectations     | Paul Hoen            | Paul Ruehl               | 2 lipca 2010        | 25 września 2010    |
| 25                                           | And... Action         | Paul Hoen            | Ned Goldreyer            | 11 lipca 2010       | 2 października 2010 |
| 26                                           | America’s Sweethearts | Eyal Gordin          | Jessica Kaminsky         | 25 lipca 2010       | 9 października 2010 |
| 27                                           | The Secret            | Paul Hoen            | Grace Parra              | 1 sierpnia 2010     | 13 listopada 2010   |
| 28                                           | A Wasabi Story        | John Scott           | Danny Warren             | 8 sierpnia 2010     | 20 listopada 2010   |
| 29                                           | Up in the Air         | John Scott           | Marc Warren              | 15 sierpnia 2010    | 27 listopada 2010   |
| 30                                           | Direct to Video       | Paul Hoen            | Ned Goldreyer Paul Ruehl | 22 sierpnia 2010    | 27 listopada 2010   |
| 31                                           | The Flirt Locker      | Paul Hoen            | Jennifer Fisher          | 29 sierpnia 2010    | 28 listopada 2010   |
| 32                                           | Boat Trip             | Savage Steve Holland | Lester Lewis             | 12 września 2010    | 13 lutego 2011      |
| 33                                           | On the Radio          | Savage Steve Holland | Jessica Kaminsky         | 26 września 2010    | 14 lutego 2011      |
| 34                                           | Band of Brothers      | Ryan Shiraki         | Ryan Shiraki             | 3 października 2010 | 14 lutego 2011      |
| - A^ Podczas premiery na Disney Channel USA. |                       |                      |                          |                     |                     |